# Miranda warning
Miranda warning (in italiano: avvertimento Miranda) è un avviso dato negli Stati Uniti d'America dalla polizia ai sospettati di reato che si trovano sotto custodia di polizia (police custody), o sotto custodia cautelare (custodial situation) prima che gli siano rivolte domande relative al compimento di un reato. La custodia cautelare è quella in cui la libertà di circolazione di un soggetto è limitata sebbene egli non sia in arresto.
Un'eventuale affermazione incriminante espressa da un soggetto prima di essere stato edotto dei diritti dell'indagato (mediante lettura del Miranda warning), non può costituire prova a suo carico. In ogni caso la polizia può chiedere dati anagrafici come nome, data di nascita e indirizzo senza leggere il Miranda warning.
In Italia la dichiarazione dei diritti al momento dell'arresto non è prevista. In forza del principio romanistico “ignorantia iuris (legis) non excusat” (c.d. errore di diritto) presente all'art. 5 del codice penale, che non giustifica il fatto commesso per la non conoscenza della legge

## Storia
Venne introdotto a seguito del caso Miranda v. Arizona. Ernesto Arturo Miranda (nato a Mesa, in Arizona, e residente a Flagstaff, sempre in Arizona) venne arrestato nel marzo 1963 per furto. In seguito confessò lo stupro di una diciottenne avvenuto due giorni prima; al processo, l'accusa usò come prove non solo la sua confessione, ma anche il riconoscimento da parte della vittima. Miranda fu accusato di stupro e rapimento e condannato a un periodo tra i 20 e i 30 anni di carcere per ogni accusa. L'avvocato d'ufficio di Miranda, John J. Flynn, si appellò alla Corte suprema dell'Arizona che confermò la sentenza, insistendo molto sul fatto che Miranda non avesse specificamente chiesto un avvocato.
Il caso venne definito il 13 giugno 1966 dalla Corte suprema che stabilì che ogni dichiarazione, sia accusatoria sia a discolpa, resa da un accusato preso in custodia dalla polizia in risposta a un interrogatorio sia utilizzabile durante il processo solo nel caso in cui l'accusato sia stato informato del suo diritto di avere un avvocato e di non auto-accusarsi, che mostri di aver compreso questi diritti ed eventualmente di rinunciarvi coscientemente.
Earl Warren, presidente della Corte suprema, fu uno dei 5 giudici a schierarsi per questo parere (assieme ai colleghi Black, Douglas, Brennan, Fortas) sulla base del V e del XIV emendamento della Costituzione degli Stati Uniti e del carattere solitamente coercitivo degli interrogatori di polizia.
Miranda venne poi riprocessato sulla base della decisione e condannato attraverso le altre prove a 20 anni di carcere. Rilasciato, diventò una sorta di celebrità autografando i cartoncini contenenti il "Miranda warning" che i poliziotti portano con sé. Morì il 31 gennaio 1976 durante una rissa in un locale.

## Testo
Nel tempo la formulazione del testo dei Miranda warning si è differenziata nei 50 stati. La parte iniziale comune recita:
Affinché l'interrogatorio abbia valore, è necessaria l'esplicita affermazione della piena comprensione dei Miranda warning da parte dell'interrogato.
Sebbene la cultura cinematografica abbia reso i Miranda warning una componente quasi imprescindibile dall'arresto, da un punto di vista legislativo il fermo può avere luogo anche senza la loro lettura, che può essere eseguita anche dopo, comunque in anticipo sul primo interrogatorio.

## Tentativi di aggiramento
Negli anni il Miranda warning venne fatto oggetto di vari tentativi di elusione, attraverso doppi interrogatori; prima si otteneva la confessione con metodi brutali, quindi, letto l'avvertimento, si induceva a rinunciare al diritto di rimanere in silenzio e si faceva ripetere la confessione.